# Xã Taylor, Quận Craighead, Arkansas
Xã Taylor (tiếng Anh: Taylor Township) là một xã thuộc quận Craighead, tiểu bang Arkansas, Hoa Kỳ. Năm 2010, dân số của xã này là 236 người.